# Sietes (futbolista)
José Manuel Suárez Rivas (Sietes, Villaviciosa, Asturias, 18 de febrero de 1974), más conocido como Sietes, es un exfutbolista español que jugaba en la posición de lateral izquierdo.

## Trayectoria deportiva
Formado en la cantera del Real Oviedo, Sietes, siendo juvenil, debutó en 2ªB con el filial carbayón en la victoria (2-1) sobre la S.D. Ponferradina en la temporada 92-93. En la temporada siguiente, el técnico serbio Radomir Antić le dio la oportunidad de debutar en 1ª División en el empate (0-0) frente al Real Valladolid C. F. (30.ª jornada), anotando su primer gol dos jornadas después al Athletic Club.
Tras una temporada más en el Carlos Tartiere, en verano de 1995 firmó por el Valencia C. F. (1ª División), donde tras quedar subcampeón de liga (95-96) consiguió debutar en la siguiente temporada en la Copa de la UEFA en la derrota (1-0) frente al Bayern de Múnich.
En la temporada 97-98 Sietes fichó por el R. Racing C. de Santander (1ª División) sumando 164 partidos en las 7 temporadas que disputó con el cuadro montañés. Durante estos años vivió el descenso a 2ª División (00-01) y el ascenso a 1ª de la siguiente temporada.
En 2003 abandonó el R. Racing C. de Santander, primero temporalmente al ir cedido al Deportivo Alavés (2ª División) y después definitivamente como jugador libre al fichar por el Real Murcia C.F. (2ª División).
En la temporada 2005-2006 Sietes abandonó España para fichar por el equipo inglés del Watford F.C. (Football League Championship), aunque no llegó a disputar ningún partido, dejando el equipo en marzo.
Sietes regresó a España al firmar por el C.D. Numancia (2ª División), donde consiguió su segundo ascenso a 1ª División en la temporada 07-08.
Sus últimas temporadas las disputó en la 3ª División en Asturias: C.D. Lealtad (2008-2011) y Real Avilés C. F. (2011-2012). Tras conseguir el ascenso a 2ªB con el club avilesino, pese a realizar la pretemporada de la nueva temporada anunció su retirada.
Tras su retirada Sietes ha ejercido como gerente y director general del Real Avilés C. F. y, brevemente, como director deportivo del C.D. Palencia Balompié (2016-2017)

## Trayectoria política
Durante la legislatura 2007-2011 fue alcalde pedáneo de Rales en el concejo de Villaviciosa (donde tiene un hotel rural), para en la siguiente ser concejal de Deportes, Educación y Juventud en el Ayuntamiento de Villaviciosa, hasta junio de 2012.

## Selección nacional
Con la selección sub-21 se proclamó subcampeón de la Eurocopa de 1996, jugando ocho partidos en el torneo; también disputó los Juegos Olímpicos de Atlanta 1996 y jugó un partido contra Francia en la primera fase del torneo.

## Estadísticas
| Club                      | División                     | Años    | Partidos | Goles |
| ------------------------- | ---------------------------- | ------- | -------- | ----- |
| Real Oviedo Vetusta       | 2ª División B                | 92/93   | 7        | 0     |
| Real Oviedo Vetusta       | 2ª División B                | 93/94   | 27       | 1     |
| Real Oviedo               | 1ª División                  | 1993/94 | 9        | 2     |
| Real Oviedo               | 1ª División                  | 1994/95 | 31       | 0     |
| Valencia C. F.            | 1ª División                  | 1995/96 | 20       | 0     |
| Valencia C. F.            | 1ª División                  | 1996/97 | 11       | 0     |
| R. Racing C. de Santander | 1ª División                  | 1997/98 | 32       | 0     |
| R. Racing C. de Santander | 1ª División                  | 1998/99 | 24       | 0     |
| R. Racing C. de Santander | 1ª División                  | 1999/00 | 32       | 0     |
| R. Racing C. de Santander | 1ª División                  | 2000/01 | 20       | 0     |
| R. Racing C. de Santander | 2ª División                  | 2001/02 | 39       | 0     |
| R. Racing C. de Santander | 1ª División                  | 2002/03 | 17       | 0     |
| Deportivo Alavés (Cedido) | 2ª División                  | 2003/04 | 12       | 0     |
| Real Murcia C.F.          | 2ª División                  | 2004/05 | 17       | 0     |
| Watford F.C.              | Football League Championship | 2005/06 | 0        | 0     |
| C.D. Numancia             | 2ª División                  | 2006/07 | 30       | 0     |
| C.D. Numancia             | 2ª División                  | 2007/08 | 5        | 0     |
| C.D. Lealtad              | 3ª División                  | 2008/09 |          |       |
| C.D. Lealtad              | 3ª División                  | 2009/10 |          |       |
| C.D. Lealtad              | 3ª División                  | 2010/11 |          |       |
| Real Avilés C. F.         | 3ª División                  | 2011/12 | 35       | 1     |

No se incluyen los partidos de la Copa del Rey.
a Se incluyen dos partidos de la Copa de la UEFA.
b Se incluyen tres partidos de la Copa Intertoto.